# Phil Urso
Phil Urso (Jersey City, 2 ottobre 1925 – Denver, 7 aprile 2008) è stato un tenorsassofonista e compositore jazz statunitense.